# Home amb boina
Home amb boina és una pintura a l'oli realitzada per Pablo Picasso el 1895 a la Corunya i que actualment forma part de la col·lecció permanent del Museu Picasso de Barcelona.

## Història
Entre 1891 i 1895 la família Picasso es va mudar a La Corunya, on el seu pare, don José, treballaria de mestre de dibuix a l'Escola de Belles Arts i on el jove Picasso també rebria classes. En aquesta època, l'artista compagina obres acadèmiques amb d'altres d'inspiració més lliure, evitant el detallisme superflu de les seves obres inicials i aprenent a captar progressivament l'essència de l'escena, intentant donar un to més humà a les seves obres. Home amb boina va ingressar al museu el 1970 amb el codi de registre MPB110.058, gràcies a una donació de l'artista. Actualment, es troba exposat de manera permanent a la sala 1 del museu.

## Descripció
Es tracta d'un retrat amb una maduresa tècnica poc habitual per un adolescent de 14 anys. Cal destacar les mides de l'obra, una mica més grans del que era habitual en els quadres de Picasso d'aquella època. El quadre està signat a l'angle superior dret com a P. Ruiz i datat 95.